# Епархия Собрала
Епархия Собрала (лат. Dioecesis Sobralensis) — епархия Римско-Католической церкви с центром в городе Собрал, Бразилия. Епархия Собрала входит в митрополию Форталезы. Кафедральным собором епархии Собрала является церковь Непорочного Зачатия Пресвятой Девы Марии.  

## История
10 ноября 1915 года Святой Престол учредил епархию Собрала, выделив её из епархии Сеары, которая одновременно была возведена в ранг архиепархии и переименована в архиепархию Форталезы.  
28 сентября 1963 года епархия Собрала передала часть своей территории в пользу возведения новой епархии Кратеуса.
13 марта 1971 года епархия Собрала передала часть своей территории епархиям Итапипоки и Тиангуа.

## Ординарии епархии
- епископ José Tupinambá da Frota (24.01.1916 — 6.04.1923), назначен епископом Уберабы
- епископ João José da Mota e Albuquerque (28.02.1961 — 28.04.1964), назначен архиепископом Сан-Луиш-до-Мараньяна
- епископ Walfrido Teixeira Vieira (6.01.1965 — 18.03.1998)
- епископ Aldo de Cillo Pagotto, S.S.S. (18.03.1998 — 5.05.2004), назначен архиепископом Параибы
- епископ Fernando Antônio Saburido, O.S.B. (18.05.2005 — 1.07.2009), назначен архиепископом Олинды-и-Ресифи
- епископ Odelir José Magri, M.C.C.I. (11.10.2010 — 3.12.2014), назначен епископом Шапеко
  - Sede Vacante

## Источник
- Annuario Pontificio, Ватикан, 2007